# Люби, как я хочу
Люби, как я хочу(англ. Love my way) — австралийский телесериал (2004—2007). Дважды выиграл награду «Австралийского института киноискусств» в номинации лучший драматический телесериал.

## Сюжет
Главная героиня — Френки, прожила на этой земле уже 31 год, но счастливыми эти годы назвать нельзя. Она художник, работает в крупной газете. С ней живёт Том, он повар в центре реабилитации. Тома мучают депрессии. У Френки есть дочь Лу от первого брака. Лу обожает танцевать. На той же улице, что и Френки с Томом, живёт Чарли, архитектор, ему 35 лет. Чарли — первый муж Френки, отец Лу и родной брат Тома. Чарли женат второй раз, его 30-летняя жена Джулия — амбициозная особа.

## Производство
Поскольку программа была сделана для платного телевидения в Австралии, она содержала более сильный материал, чем большинство других австралийских программ. Звезда сериала, Клодия Карван, вместе с продюсером, написала сценарий к сериалу. Брендан Коуэлл, который сыграл Тома, также работал в качестве сценариста для двух эпизодов. Некоторые сцены были сняты на месте опасного Кромвель парка в Сиднее.

## Подписка телевидение
Премьера сериала на канале «FOX8» состоялась 22 ноября 2004 года в конце летних месяцев, когда коммерческое телевидение находилось в периоде затишья. Во время второго сезона он стал транслироваться на канале «W. Channel» вместо «FOX8». В 2007 году сериал был подвергнут критике за перемещение шоу на разные каналы, сначала на «W. Channel», затем на «Showtime», который не входит в базовый пакет подписки телевидения в Австралии.

## Актёры

### В главных ролях
- Клодия Кэрван — Франческа «Фрэнки» Пейдж
- Ашер Кедди — Юлия Джексон
- Брендан Коуэлл — Том Джексон
- Даниэль Уилли — Чарли Джексона
- Линетт Каррен — Бренда Джексон
- Алекс Кук — Луиза «Лу» Джексон Пейдж
- Джиллиан Джонс — Ди Пейдж
- Макс Каллен — Джерри Джексон

### Эпизодические роли/Приглашённые звёзды
- Бен Мендельсон — Льюис Файнгольд
- Сэм Парсонсон — Дилан Фейнгольд
- Мариэль МакКлури — Кейти
- Сэм Уортингтон — Говард Лайт
- Аделаида Клеменс — Харпер
- Саша Хорлер — ПК
- Клэр ван дер Бум — Билли
- Дэймон Херриман — Джордж Вэгстафф
- Айви Латимер — Эшли МакКласки

## Награды и номинации

### Австралийский институт киноискусств
2005 Победы
- Лучший телевизионная драма
- Лучшая режиссура на телевидении (Джессика Хоббс)
- Лучший телевизионный сценарий
- Лучшая актриса на телевидении (Клодия Карван)
- Лучший актёр второго плана (Макс Каллен).

2005 Номинации
- Лучший актёр (Дэниэл Уилли)
- Лучшие достижения в «Screen Craft» — кинематографии (Луи Ирвинг)

2006 Победы
- Лучший телевизионная драма

2006 Номинации
- Лучшие актёры (Клодия Карван и Ашер Кедди)
- Лучший актёр (Дэниэль Уилли)
- Лучшая режиссура на телевидении
- Лучший телевизионный сценарий

2007 Победы
- Лучший телевизионная драма
- Лучшая актриса на телевидении (Клодия Карван)

2007 Номинации
- Лучший актёр (Бен Мендельсон)
- Лучшая актриса второго плана (Жюстин Кларк)
- Лучший телевизионный сценарий

### TV Week Logie Awards
2005 Победы
- Наиболее выдающаяся австралийская драма

2005 Номинации
- Наиболее выдающийся актёр (Брендан Коуэлл)
- Наиболее выдающийся актёр (Дэниел Уилли)
- Наиболее выдающийся актриса (Клодия Карван)
- Наиболее выдающийся актриса (Ашер Кедди)

2006 Победы
- Наиболее выдающиеся австралийская драма
- Наиболее выдающийся актёр (Дэниел Уилли)
- Наиболее выдающийся актриса (Клодия Карван)

2006 Номинации
- Наиболее выдающийся актёр (Брендан Коуэлл)
- Наиболее выдающийся актриса (Ашер Кедди)

2007 Победы
- Наиболее выдающиеся австралийская драма

2007 Номинации
- Наиболее выдающийся актёр (Бен Мендельсон)
- Наиболее выдающийся актёр (Дэниел Уилли
- Наиболее выдающийся актриса (Клодия Карван)
- Наиболее выдающийся актриса (Ашер Кедди)
- Наиболее выдающийся новый талант (Сэм Парсонсон)
- Самые популярные актёр (Брендан Коуэлл)